# Аффлек, Бен
Бе́нджамин Ге́за А́ффлек-Болдт (англ. Benjamin Geza Affleck-Boldt; род. 15 августа 1972[…], Беркли, Калифорния) — американский актёр кино и телевидения, кинорежиссёр, сценарист и продюсер. Лауреат двух премий «Оскар»: за оригинальный сценарий фильма «Умница Уилл Хантинг» (совместно с Мэттом Деймоном) и за продюсирование фильма «Операция „Арго“» (совместно с Джорджем Клуни и Грантом Хесловом). Также был неоднократным лауреатом антипремии «Золотая малина».

## Биография
Бен Аффлек родился в городе Беркли (Калифорния, США) в семье медика и преподавательницы.
В двенадцатилетнем возрасте исполнил небольшую роль в телевизионном сериале «Путешествие Мими» (1984), приблизительно в это же время знакомится с Мэттом Деймоном, который со временем становится его лучшим другом. Окончив школу, Аффлек поступает в Вермонтский университет, однако вскоре бросает учёбу и перебирается в Голливуд.
Первые работы актёра в фильмах «Лоботрясы» (1995), «Блеск славы» (1996) и «В погоне за Эми» (1997) славы ему не прибавляют. Переломить ход событий Аффлеку удаётся, объединив свои силы с Мэттом Деймоном. Вместе они пишут сценарий картины «Умница Уилл Хантинг», две роли в которой пишут «под себя». Сценарий, одним из условий продажи которого являлось участие в картине двух молодых и безызвестных актёров, друзьям удаётся продать далеко не сразу, однако, в конце концов, покупатель находится, им оказывается студия «Мирамакс», которая поручает работу над картиной режиссёру Гасу Ван Сенту, а на одну из главных ролей приглашает Робина Уильямса.
Вышедшая в прокат в 1997 году картина с бюджетом всего в 10 млн долл. собирает в прокате более 200. За сценарий к этой картине Мэтт и Бен получают «Оскара» и «Золотой глобус», которые и становятся их билетом в мир большого кино.
Не прошло и года, как на экраны вышла очередная картина с участием Аффлека — высокобюджетный «Армагеддон» Майкла Бэя, главную роль в котором исполнил Брюс Уиллис. Картина, собравшая в прокате более полумиллиарда долларов, прибавила популярности начинающему актёру. В 1999 году в прокат выходит откровенно слабая мелодрама «Силы природы», в которой Бен снялся вместе с Сандрой Буллок, и очередная совместная работа со старым другом Мэттом Деймоном, «Догма» (1999), имевшая успех, несмотря на связанные с ней многочисленные скандалы.
И без того немаленькая армия поклонников молодого актёра увеличивается в несколько раз после выхода на экраны блокбастера «Пёрл-Харбор» (2001), роль в котором предваряла череду неудачных для актёра ролей в таких картинах, как «Цена страха» (2002), «Сорвиголова» (2003), «Час расплаты» (2003), «Козырные тузы» (2006) и других.

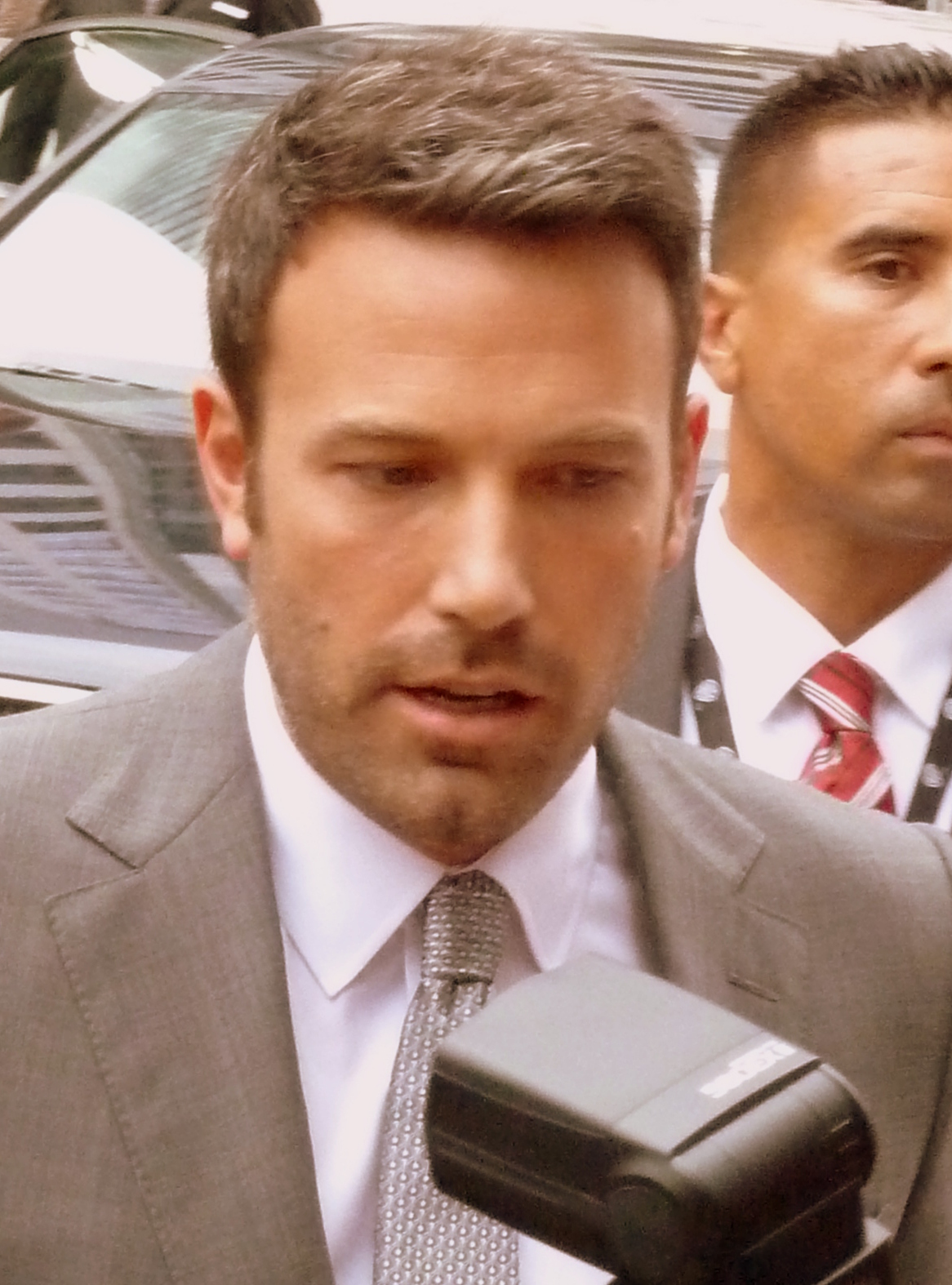
Бен Аффлек (2012)

В 2013 году получил премию «Оскар» за лучший фильм года как продюсер фильма «Операция „Арго“».
В 2014 году Аффлек получил новый виток славы, исполнив главную роль в фильме Дэвида Финчера «Исчезнувшая». Игра Аффлека, как и сам фильм, была высоко оценена критиками.

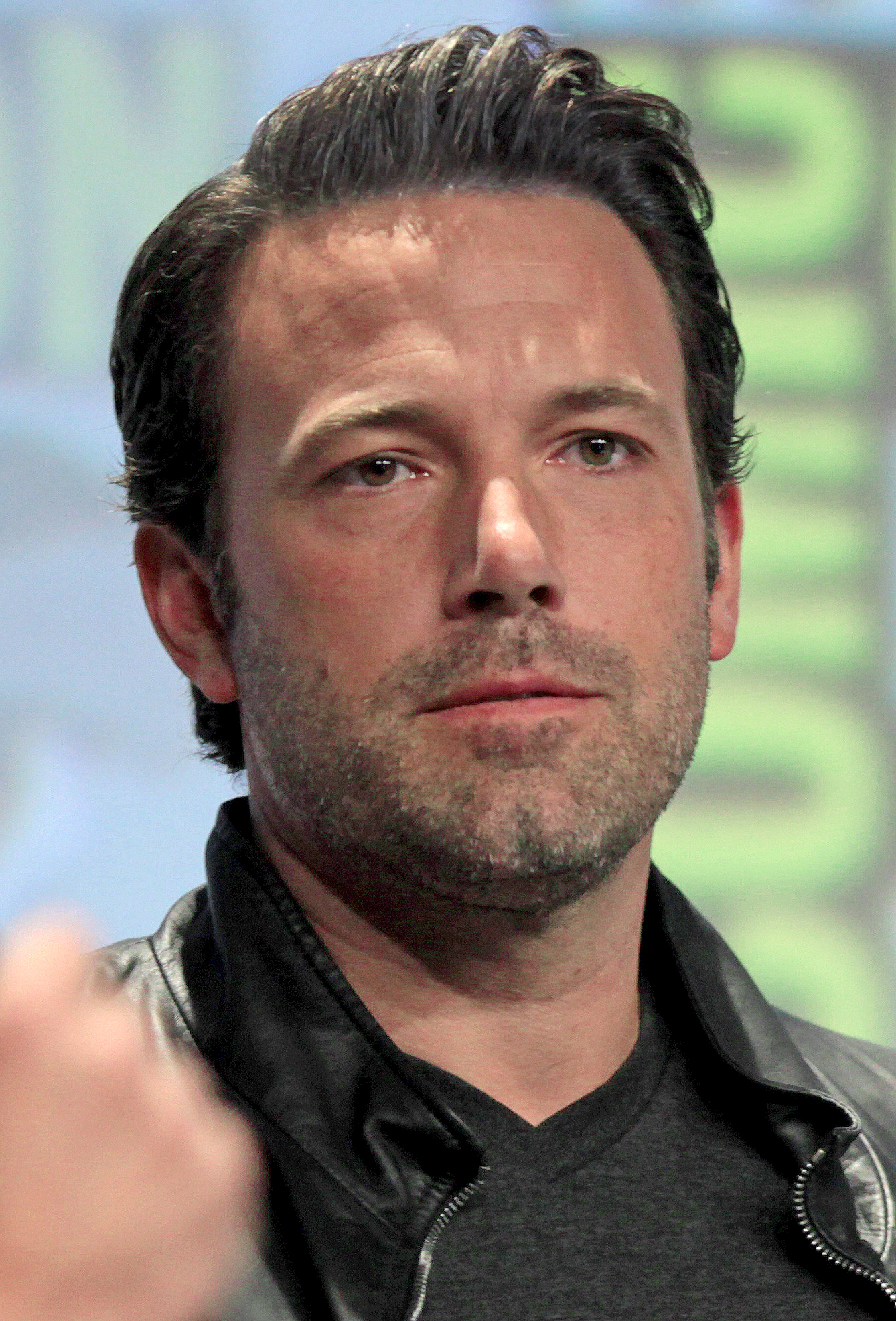
Бен Аффлек (2014)

22 августа 2013 года стало известно, что Бен Аффлек исполнит роль Бэтмена в сиквеле фильма «Человек из стали». Фильм получил название «Бэтмен против Супермена: На заре справедливости» и вышел на экраны 24 марта 2016 года. Любители комиксов без воодушевления встретили известие о том, что Аффлек исполнит роль Бэтмена, петицию протеста, автором которой являлся Джон Роден, подписали 78 тысяч человек. Если бы петиция собрала 150 тысяч подписей, её должна была рассмотреть кинокомпания. Однако в итоге этого не произошло. Отзывы критиков в сторону фильма были в основном негативные, но игра Аффлека, вопреки первоначальному скептицизму, была оценена высоко и даже названа одной из лучших среди исполнителей роли Бэтмена.
Позже Аффлек повторил роль Бэтмена в фильме «Отряд самоубийц», а также сыграл Тёмного Рыцаря в фильме «Лига Справедливости».
В 2021 году на большие экраны вышла историческая драма Ридли Скотта «Последняя дуэль», в которой Аффлек исполнил роль графа Пьера д’Аленсона. В 2022 году вышел эротический триллер Эдриана Лайна «Глубокие воды». Супругу героя Аффлека сыграла Ана де Армас.
Летом 2022 года Аффлек начал снимать фильм под рабочим названием «Air Jordan» о подписании компанией Nike контракта с Майклом Джорданом. Главную роль исполнит Мэтт Деймон. Сценарий к фильму написали Аффлек, Деймон и Алекс Конвери.
Также актер появился в фильме «Флэш» в роли Брюса Уэйна.

## Семья и личная жизнь
Бен Аффлек является старшим братом актёра Кейси Аффлека.
В середине 1990-х годов у Аффлека был роман с Гвинет Пэлтроу, однако после совместной работы в картине «Влюблённый Шекспир» в 1998 году их отношения начали ухудшаться. Вскоре Гвинет и Бен расстались.
С 2002 по 2003 годы Бен встречался и даже был обручён с певицей и актрисой Дженнифер Лопес.
В 2005 году он женился на актрисе Дженнифер Гарнер, которая в браке родила двух дочерей и сына: Вайолет Энн Аффлек (род. 01.12.2005), Серафину Роуз Элизабет Аффлек (род. 06.01.2009) и Сэмюэля Гарнера Аффлека (род. 27.02.2012). 30 июня 2015 года Бен Аффлек и Дженнифер Гарнер официально объявили о разводе. Но документы на развод были поданы только в апреле 2017 года. Развод был официально оформлен 7 ноября 2018 года.
Аффлек состоял в отношениях с кубинской актрисой Аной де Армас, с которой познакомился на съёмках триллера «Глубокие воды» осенью 2019 года. В январе 2021 года пара объявила о расставании.
Весной 2021 года возобновил отношения с Дженнифер Лопес. 16 июля 2022 года они поженились в Лас-Вегасе.
20 августа 2024 года Лопес подала на развод с Аффлеком. Датой расставания указано 26 апреля.
К главным хобби актёра можно отнести его большую страсть к мотоциклам. В гараже Бена есть как спортивные мотоциклы, так и электрический мотоцикл Harley Davidson Livewire.

## Фильмография

### Актёр

#### Кино
| Год  | Название на русском                             | Оригинальное название              | Роль                       | Примечания             |
| ---- | ----------------------------------------------- | ---------------------------------- | -------------------------- | ---------------------- |
| 1981 | Тёмная сторона улицы                            | The Dark End of the Street         | Томми                      |                        |
| 1989 | Поле его мечты                                  | Field of Dreams                    | фанат бейсбола             | не указан в титрах     |
| 1992 | Баффи — истребительница вампиров                | Buffy The Vampire Slayer           | баскетболист № 10          | не указан в титрах     |
| 1992 | Школьные узы                                    | School Ties                        | Чести Смит                 |                        |
| 1993 | Под кайфом и в смятении                         | Dazed and Confused                 | Фред О’Бэннион             |                        |
| 1995 | Блеск славы                                     | Glory Daze                         | Джек                       |                        |
| 1995 | Лоботрясы                                       | Mallrats                           | Шеннон Хэмилтон            |                        |
| 1997 | Попутчики                                       | Going All the Way                  | Том «Ганнер» Касслман      |                        |
| 1997 | В погоне за Эми                                 | Chasing Amy                        | Холден Макнил              |                        |
| 1997 | Умница Уилл Хантинг                             | Good Will Hunting                  | Чаки Салливан              |                        |
| 1998 | Фантомы                                         | Phantoms                           | шериф Брайс Хаммонд        |                        |
| 1998 | Армагеддон                                      | Armageddon                         | Эй Джей Фрост              |                        |
| 1998 | Влюблённый Шекспир                              | Shakespeare in Love                | Нед Аллен                  |                        |
| 1999 | 200 сигарет                                     | 200 Cigarettes                     | бармен                     |                        |
| 1999 | Силы природы                                    | Forces of Nature                   | Бен Холмс                  |                        |
| 1999 | Догма                                           | Dogma                              | Бартлби                    |                        |
| 2000 | Бойлерная                                       | Boiler Room                        | Джим Янг                   |                        |
| 2000 | Азартные игры                                   | Reindeer Games                     | Руди Данкан                |                        |
| 2000 | Царь сновидений                                 | Joseph: King of Dreams             | Иосиф                      | мультфильм; озвучка    |
| 2000 | Чужой билет                                     | Bounce                             | Бадди Амарал               |                        |
| 2001 | Перл-Харбор                                     | Pearl Harbor                       | капитан Рейф Маккоули      |                        |
| 2001 | Папаша и другие                                 | Daddy and Them                     | Лоуренс Боуэн              |                        |
| 2001 | Джей и Молчаливый Боб наносят ответный удар     | Jay and Silent Bob Strike Back     | Холден Макнил / Бен Аффлек |                        |
| 2002 | В чужом ряду                                    | Changing Lanes                     | Гэвин Бейнек               |                        |
| 2002 | Цена страха                                     | The Sum of All Fears               | Джек Райан                 |                        |
| 2002 | Третий лишний                                   | The Third Wheel                    | Майкл                      |                        |
| 2003 | Сорвиголова                                     | Daredevil                          | Мэтт Мэрдок / Сорвиголова  |                        |
| 2003 | Джильи                                          | Gigli                              | Ларри Джильи               |                        |
| 2003 | Час расплаты                                    | Paycheck                           | Майкл Дженнингс            |                        |
| 2004 | Девушка из Джерси                               | Jersey Girl                        | Олли Тринк                 |                        |
| 2004 | Пережить Рождество                              | Surviving Christmas                | Дрю Летэм                  |                        |
| 2006 | Прожигатели жизни                               | Man About Town                     | Джек Джиаморо              |                        |
| 2006 | Клерки 2                                        | Clerks II                          | покупатель                 |                        |
| 2006 | Смерть Супермена                                | Hollywoodland                      | Джордж Ривз                |                        |
| 2006 | Козырные тузы                                   | Smokin’ Aces                       | Джек Дюпри                 |                        |
| 2009 | Обещать — не значит жениться                    | He’s Just Not That into You        | Нил                        |                        |
| 2009 | Большая игра                                    | State of Play                      | Стивен Коллинз             |                        |
| 2009 | Экстракт                                        | Extract                            | Дин                        |                        |
| 2010 | В компании мужчин                               | The Company Men                    | Бобби Уокер                |                        |
| 2010 | Город воров                                     | The Town                           | Даг Макрэй                 |                        |
| 2012 | Операция «Арго»                                 | Argo                               | Тони Мендес                |                        |
| 2012 | К чуду                                          | To the Wonder                      | Нил                        |                        |
| 2013 | Va-банк                                         | Runner, Runner                     | Айвен Блок                 |                        |
| 2014 | Исчезнувшая                                     | Gone Girl                          | Ник Данн                   |                        |
| 2016 | Бэтмен против Супермена: На заре справедливости | Batman v Superman: Dawn of Justice | Брюс Уэйн / Бэтмен         |                        |
| 2016 | Отряд самоубийц                                 | Suicide Squad                      | Брюс Уэйн / Бэтмен         | не указан в титрах     |
| 2016 | Расплата                                        | The Accountant                     | Кристиан Вулфф             |                        |
| 2016 | Закон ночи                                      | Live by Night                      | Джо Коглин                 |                        |
| 2017 | Лига справедливости                             | Justice League                     | Брюс Уэйн / Бэтмен         |                        |
| 2017 | —                                               | Jimmy Kimmel’s the Terrific Ten    | мускулистый мужчина        | короткометражный фильм |
| 2019 | Тройная граница                                 | Triple Frontier                    | Том «Редфлай» Дэвис        |                        |
| 2019 | Джей и Молчаливый Боб: Перезагрузка             | Jay and Silent Bob Reboot          | Холден Макнил              |                        |
| 2020 | Вне игры                                        | The Way Back                       | Джек Каннингем             |                        |
| 2020 | Последнее, чего он хотел                        | The Last Thing He Wanted           | Трит Моррисон              |                        |
| 2021 | Лига справедливости Зака Снайдера               | Zack Snyder’s Justice League       | Брюс Уэйн / Бэтмен         |                        |
| 2021 | Последняя дуэль                                 | The Last Duel                      | граф Пьер д’Аленсон        |                        |
| 2021 | Нежный бар                                      | Tender Bar                         | дядя Чарли                 |                        |
| 2022 | Глубокие воды                                   | Deep Water                         | Вик Ван Аллен              |                        |
| 2022 | Клерки 3                                        | Clerks III                         | Бостон Джон                |                        |
| 2023 | Air: Большой прыжок                             | Air                                | Фил Найт                   |                        |
| 2023 | Гипнотик                                        | Hypnotic                           | Дэнни Рурк                 |                        |
| 2023 | Флэш                                            | The Flash                          | Брюс Уэйн / Бэтмен         |                        |
| 2024 | Это я. Сейчас                                   | This Is Me... Now: A Love Story    | Рекс Стоун / Бикер         |                        |
| 2025 | Расплата 2                                      | The Accountant 2                   | Кристиан Вулфф             |                        |
| 2025 | Животные                                        | Animals                            |                            |                        |
| 2026 | Лакомый кусок                                   | The Rip                            |                            |                        |

#### Телевидение
| Год  | Название на русском              | Оригинальное название           | Роль                  | Примечания                                       |
| ---- | -------------------------------- | ------------------------------- | --------------------- | ------------------------------------------------ |
| 1984 | Путешествие Мими                 | The Voyage of the Mimi          | Си Ти Гранвилл        | телесериал                                       |
| 1986 | ABC Специально после школы       | ABC Afterschool Specials        | Денни Коулман         | эпизод: Wanted: The Perfect Guy                  |
| 1987 | Руки незнакомца                  | Hands of a Stranger             | Билли Херн            | телефильм                                        |
| 1988 | Второе путешествие Мими          | The Second Voyage of the Mimi   | Си Ти Гранвилл        | телесериал                                       |
| 1991 | Папочка                          | Daddy                           | Бен Уотсон            | телефильм                                        |
| 1993 | Почти дома                       | Almost Home                     | Кевин Джонсон         | эпизод: Is That All There Is?                    |
| 1993 | —                                | Against the Grain               | Джо Уилли Клемонс     | телесериал; основная роль                        |
| 1994 | Истории из жизни: Кризис в семье | Lifestories: Families in Crisis | Аарон Генри           | эпизод: A Body to Die For: The Aaron Henry Story |
| 2000 | SNL Фанатик                      | SNL Fanatic                     | Джейсон               | короткометражный телефильм                       |
| 2001 | Субботним вечером в прямом эфире | Saturday Night Live             | Донни Барталотти      | эпизод: Conan O’Brien/Don Henley                 |
| 2009 | Умерь свой энтузиазм             | Curb Your Enthusiasm            | мужчина в магазине    | эпизод: Officer Krupke                           |
| 2015 | Джимми Киммел в прямом эфире     | Jimmy Kimmel Live!              | Брайан Солти Финнаган | эпизод: Kerry Washington/Dave Salmoni/Ne-Yo      |

### Режиссёр, сценарист, продюсер
| Год       | Название                                                                                           | Оригинальное название              | Режиссёр | Сценарист  | Продюсер    | Примечания             |
| --------- | -------------------------------------------------------------------------------------------------- | ---------------------------------- | -------- | ---------- | ----------- | ---------------------- |
| 1993      | Я убил жену-лесбиянку, повесил её на мясной крюк, и теперь у меня контракт с Диснеем на три фильма | I Killed My Lesbian Wife           | Да       |            |             | короткометражный фильм |
| 1997      | Умница Уилл Хантинг                                                                                | Good Will Hunting                  |          | Да         |             |                        |
| 2001      | —                                                                                                  | Crossing Cords                     |          |            | Да          | короткометражный фильм |
| 2001—2015 | Зелёный свет                                                                                       | Project Greenlight                 |          |            | Да (41 эп.) | телесериал             |
| 2002      | Украденное лето                                                                                    | Stolen Summer                      |          |            | Да          |                        |
| 2002      | Третий лишний                                                                                      | The Third Wheel                    |          |            | Да          |                        |
| 2002      | —                                                                                                  | Speakeasy                          |          |            | Да          |                        |
| 2002      | Толчок, Невада                                                                                     | Push, Nevada                       |          | Да (7 эп.) | Да (7 эп.)  | телесериал             |
| 2003      | Сражения солдата Келли                                                                             | The Battle of Shaker Heights       |          |            | Да          |                        |
| 2003      | Все выросли                                                                                        | All Grown Up                       |          |            | Да          | телефильм              |
| 2005      | Пир                                                                                                | Feast                              |          |            | Да          |                        |
| 2007      | Прощай, детка, прощай                                                                              | Gone Baby Gone                     | Да       |            |             |                        |
| 2009      | Репортёр                                                                                           | Reporter                           |          |            | Да          | документальный фильм   |
| 2010      | Город воров                                                                                        | The Town                           | Да       | Да         |             |                        |
| 2012      | Операция «Арго»                                                                                    | Argo                               | Да       | Да         | Да          |                        |
| 2012      | —                                                                                                  | Ben Affleck on the Meaning of Life |          |            | Да          | короткометражный фильм |
| 2014      | —                                                                                                  | More Time with Family              |          |            | Да          | телефильм              |
| 2015      | Высший класс                                                                                       | The Leisure Class                  |          |            | Да          | телефильм              |
| 2016      | Закон ночи                                                                                         | Live by Night                      | Да       | Да         | Да          |                        |
| 2016      | —                                                                                                  | The Runner                         |          |            | Да (75 эп.) | телесериал             |
| 2016—2017 | Корпорация                                                                                         | Incorporated                       |          |            | Да (3 эп.)  | телесериал             |
| 2017      | —                                                                                                  | Bending the Arc                    |          |            | Да          | документальный фильм   |
| 2017      | Лига справедливости                                                                                | Justice League                     |          |            | Да          |                        |
| 2019—2022 | Город на холме                                                                                     | City on a Hill                     |          |            | Да (26 эп.) | телесериал             |
| 2021      | Лига справедливости Зака Снайдера                                                                  | Zack Snyder’s Justice League       |          |            | Да          |                        |
| 2021      | Последняя дуэль                                                                                    | The Last Duel                      |          | Да         | Да          |                        |
| 2023      | Air: Большой прыжок                                                                                | Air                                | Да       |            | Да          |                        |
| 2024      | Неукротимый                                                                                        | Unstoppable                        |          | Да         | Да          |                        |
| 2025      | Животные                                                                                           | Animals                            | Да       |            | Да          |                        |

## Награды и номинации
Полный список наград и номинаций на сайте IMDb.

### Основные награды
Оскар
| Год  | Работа              | Категория                                                  | Результат |
| ---- | ------------------- | ---------------------------------------------------------- | --------- |
| 1998 | Умница Уилл Хантинг | За лучший оригинальный сценарий (вместе с Мэттом Деймоном) | Победа    |
| 2013 | Операция «Арго»     | За лучший фильм (как продюсер)                             | Победа    |

Золотой глобус
| Год  | Работа              | Категория                                                  | Результат |
| ---- | ------------------- | ---------------------------------------------------------- | --------- |
| 1998 | Умница Уилл Хантинг | За лучший оригинальный сценарий (вместе с Мэттом Деймоном) | Победа    |
| 2007 | Смерть Супермена    | За лучшую мужскую роль второго плана                       | Номинация |
| 2013 | Операция «Арго»     | За лучшую режиссёрскую работу                              | Победа    |
| 2013 | Операция «Арго»     | За лучший фильм — драма (как продюсер)                     | Победа    |

BAFTA
| Год  | Работа          | Категория                      | Результат |
| ---- | --------------- | ------------------------------ | --------- |
| 2013 | Операция «Арго» | За лучшую мужскую роль         | Номинация |
| 2013 | Операция «Арго» | За лучшую режиссуру            | Победа    |
| 2013 | Операция «Арго» | За лучший фильм (как продюсер) | Победа    |

Премия Гильдии киноактёров США
| Год  | Работа              | Категория                                 | Результат |
| ---- | ------------------- | ----------------------------------------- | --------- |
| 1998 | Умница Уилл Хантинг | За лучший актёрский состав в игровом кино | Номинация |
| 1999 | Влюблённый Шекспир  | За лучший актёрский состав в игровом кино | Победа    |
| 2013 | Операция «Арго»     | За лучший актёрский состав в игровом кино | Победа    |

### Другие награды
Американский институт киноискусства
| Год  | Работа          | Категория                 | Результат |
| ---- | --------------- | ------------------------- | --------- |
| 2013 | Операция «Арго» | Фильм года (как продюсер) | Победа    |

Премия Гильдии режиссёров Америки
| Год  | Работа          | Категория                                                     | Результат |
| ---- | --------------- | ------------------------------------------------------------- | --------- |
| 2013 | Операция «Арго» | За выдающуюся режиссуру — художественный фильм (как режиссёр) | Победа    |

Прайм-таймовая премия «Эмми»
| Год  | Работа       | Категория                   | Результат |
| ---- | ------------ | --------------------------- | --------- |
| 2002 | Зелёный свет | Outstanding Reality Program | Номинация |
| 2004 | Зелёный свет | Outstanding Reality Program | Номинация |
| 2005 | Зелёный свет | Outstanding Reality Program | Номинация |

MTV Movie Awards
| Год  | Работа              | Категория                                              | Результат |
| ---- | ------------------- | ------------------------------------------------------ | --------- |
| 1997 | Умница Уилл Хантинг | За лучшую актёрскую команду (вместе с Мэттом Деймоном) | Номинация |
| 1998 | Армагеддон          | За лучшую мужскую роль                                 | Номинация |
| 1998 | Армагеддон          | За лучшую актёрскую команду (вместе с Лив Тайлер)      | Номинация |
| 2000 | Чужой билет         | За лучший поцелуй (вместе с Гвинет Пэлтроу)            | Номинация |
| 2012 | Операция «Арго»     | За лучшую мужскую роль                                 | Номинация |

Премия Гильдии продюсеров США
| Год  | Работа          | Категория                          | Результат |
| ---- | --------------- | ---------------------------------- | --------- |
| 2012 | Операция «Арго» | За лучший кинофильм (как продюсер) | Победа    |

Спутник
| Год  | Работа              | Категория                                                  | Результат |
| ---- | ------------------- | ---------------------------------------------------------- | --------- |
| 1997 | Умница Уилл Хантинг | За лучший оригинальный сценарий (вместе с Мэттом Деймоном) | Победа    |
| 2010 | Город воров         | За лучшую режиссёрскую работу (как режиссёр)               | Номинация |
| 2010 | Город воров         | За лучший адаптированный сценарий (как сценарист)          | Номинация |
| 2012 | Операция «Арго»     | За лучшую режиссёрскую работу (как режиссёр)               | Номинация |
| 2012 | Операция «Арго»     | За лучший фильм (как продюсер)                             | Номинация |

Сатурн
| Год  | Работа           | Категория                        | Результат |
| ---- | ---------------- | -------------------------------- | --------- |
| 1998 | Армагеддон       | Лучшему киноактёру второго плана | Номинация |
| 2006 | Смерть Супермена | Лучшему киноактёру второго плана | Победа    |

Венецианский кинофестиваль
| Год  | Работа           | Категория                           | Результат |
| ---- | ---------------- | ----------------------------------- | --------- |
| 2006 | Смерть Супермена | Кубок Вольпи за лучшую мужскую роль | Победа    |

Золотая малина
Был лауреатом антипремии «Золотая малина» как худший актёр в фильмах «Джильи», «Сорвиголова» и «Час расплаты». Был номинирован на «Золотую малину» за «Армагеддон» и «Пёрл-Харбор». В 2015 году получил «Приз за восстановление репутации» за режиссуру оскароносной «Операции „Арго“» и игру в фильме «Исчезнувшая», которая была высоко оценена критиками. В 2017 году снова номинирован на антипремию «Золотая малина» за роль в фильме «Бэтмен против Супермена: На заре справедливости».
| №  | Год  | Фильм                                                                                 | Категория                         | Результат | Примечание                                      |
| -- | ---- | ------------------------------------------------------------------------------------- | --------------------------------- | --------- | ----------------------------------------------- |
| 1  | 1999 | Армагеддон                                                                            | Худший актёрский дуэт             | Номинация | Аффлек и Лив Тайлер                             |
| 2  | 2002 | Пёрл-Харбор                                                                           | Худшая мужская роль               | Номинация |                                                 |
| 3  | 2002 | Пёрл-Харбор                                                                           | Худший актёрский дуэт             | Номинация | Аффлек с Кейт Бекинсэйл или с Джошом Хартнеттом |
| 4  | 2004 | Джильи                                                                                | Худшая мужская роль               | Победа    | Антипремия за 3 роли                            |
| 4  | 2004 | Сорвиголова                                                                           | Худшая мужская роль               | Победа    | Антипремия за 3 роли                            |
| 4  | 2004 | Час расплаты                                                                          | Худшая мужская роль               | Победа    | Антипремия за 3 роли                            |
| 5  | 2004 | Джильи                                                                                | Худший актёрский дуэт             | Победа    | Аффлек и Дженнифер Лопес                        |
| 6  | 2005 | Пережить Рождество                                                                    | Худшая мужская роль               | Номинация | Номинация за 2 роли                             |
| 6  | 2005 | Девушка из Джерси                                                                     | Худшая мужская роль               | Номинация | Номинация за 2 роли                             |
| 7  | 2005 | Девушка из Джерси                                                                     | Худший актёрский дуэт             | Номинация | Аффлек с Дженнифер Лопес или с Лив Тайлер       |
| 8  | 2010 | Сорвиголова, Джильи, Девушка из Джерси, Час расплаты, Перл-Харбор, Пережить Рождество | Худший актёр за десятилетие       | Номинация | Номинация за 6 фильмов                          |
| 9  | 2015 | Операция «Арго»                                                                       | Приз за восстановление репутации  | Победа    | режиссура фильма                                |
| 9  | 2015 | Исчезнувшая                                                                           | Приз за восстановление репутации  | Победа    | мужская роль                                    |
| 10 | 2017 | Бэтмен против Супермена: На заре справедливости                                       | Худшая мужская роль               | Номинация |                                                 |
| 11 | 2017 | Бэтмен против Супермена: На заре справедливости                                       | Худший актёрский дуэт             | Победа    | Аффлек и Генри Кавилл                           |
| 12 | 2022 | Последняя дуэль                                                                       | Худшая мужская роль второго плана | Номинация |                                                 |